# Dovania mirei
Dovania mirei es una especie de lepidóptero ditrisio de la familia Sphingidae. Se conoce de Nigeria.